# Les Hogues
Les Hogues is een gemeente in het Franse departement Eure (regio Normandië) en telt 587 inwoners (2004). De plaats maakt deel uit van het arrondissement Les Andelys.

## Geografie
De oppervlakte van Les Hogues bedraagt 11,7 km², de bevolkingsdichtheid is 50,2 inwoners per km².
De onderstaande kaart toont de ligging van Les Hogues met de belangrijkste infrastructuur en aangrenzende gemeenten.

## Demografie
Onderstaande figuur toont het verloop van het inwonertal (bron: INSEE-tellingen).